# Alfredo Serratos Amador
Alfredo Serratos Amador (Guadalajara, 27 de octubre de 1870 - Ciudad de México, 13 de julio de 1955) fue un militar mexicano que participó en la Revolución mexicana.
Fue uno de los precursores de la Revolución mexicana, al lado de los hermanos Flores Magón y de Antonio Díaz Soto y Gama. Poco después se unió al maderismo, y fue jefe del 26.º Regimiento de Caballería. Durante la lucha contra Victoriano Huerta se unió a la lucha zapatista por lo que colaboró de muy cerca con Emiliano Zapata hasta llegar a ser delegado de la Convención de Aguascalientes, como integrante de la comisión del Ejército Libertador del Sur. Alcanzó el grado de general de brigada y arregló la entrevista de Xochimilco entre Zapata y Francisco Villa en diciembre de 1914. Fue encargado del despacho de Guerra y Marina en el gobierno de Roque González Garza, del 16 de enero al 27 de marzo de 1915. Luego fue cónsul en varias ciudades de Estados Unidos. Fue en 1928, el primer Comandante en Jefe de la Policía Federal de Caminos, a cargo de 53 integrantes del Escuadrón de Agentes vigilantes de las carreteras nacionales. También fue miembro de la Legión de Honor del Ejército Mexicano. Murió el 13 de julio de 1955.
Estuvo casado con María Mayagoitia Mojica con quien tuvo 11 hijos. El 9 de septiembre de 1933 volvió a contraer matrimonio, con la señorita Concepción Mendiola. Fue hermano del también general Abel B. Serratos.